# Gaojia (köpinghuvudort i Kina, Shaanxi, lat 34,36, long 107,07)
Gaojia är en köpinghuvudort i Kina. Den ligger i provinsen Shaanxi, i den nordvästra delen av landet, omkring 170 kilometer väster om provinshuvudstaden Xi'an. Antalet invånare är 19 988. Befolkningen består av 9 622 kvinnor och 10 366 män. Barn under 15 år utgör 13,0 %, vuxna 15-64 år 78 %, och äldre över 65 år 8,0 %.
Runt Gaojia är det mycket tätbefolkat, med 1 411 invånare per kvadratkilometer. Närmaste större samhälle är Maying, 14,9 km öster om Gaojia. Runt Gaojia är det i huvudsak tätbebyggt.
Genomsnittlig årsnederbörd är 754 millimeter. Den regnigaste månaden är september, med i genomsnitt 159 mm nederbörd, och den torraste är december, med 2 mm nederbörd.